# Hermann Justus von Conring
Hermann Justus Conring, seit 1796 von Conring (* 28. Oktober 1763 in Aurich; † 17. September 1809 in Berlin) war ein preußischer Regierungsrat.

## Leben
Geboren als Sohn des Auricher Landrentmeisters Justus Conring widmete sich Hermann Justus Conring der Jurisprudenz und schrieb sich am 16. Oktober 1781 an der Universität Halle ein. Wenig später, im Februar 1783, wechselte er an die Universität Frankfurt (Oder). Nach dem Studium trat Conring 1785 ins Justizfach ein und wurde am 23. März 1790 Regierungsrat zweiter Klasse in Aurich. Wenig später stieg er zum wirklichen Geheimen Kriegs- und Domänenrat auf. Durch die Fürsprache seines Schwagers wurde er 1796 nobilitiert. 1803 wurde der Bitte um Dimission stattgegeben.
Conring heiratete am 12. Oktober 1790 Auguste Elisabeth von Colomb (1771–1808), das siebte Kind des Auricher Kammerpräsidenten Peter von Colomb. Aus der Ehe gingen mehrere Kinder hervor:
- Elisabeth Johanna (1791–1842) ⚭ Gebhard Graf von Blücher (1780–1834), Sohn von Gebhard Leberecht von Blücher
- Justus Peter Hermann (1792–1880) ⚭ Karoline von der Lühe (1801–1883)
- Charlotte (1794–1830) ⚭ Ferdinand von Dresky (1785–1836), Major a. D.[1]